# Saint Joseph, Missouri
Saint Joseph (ofta förkortat: St. Joseph, smeknamn: St. Joe), är en stad (city) i Buchanan County i delstaten Missouri i USA. Staden hade 72 473 invånare, på en yta av 116,09 km² (2020). Saint Joseph är administrativ huvudort (county seat) i Buchanan County. Den ligger i delstatens nordvästra del, cirka 80 kilometer norr om Kansas City. Saint Joseph ligger på Missouriflodens östra sida.
Staden är även säte för Missouri Western State University, före detta Missouri Western State College.

## Historia
År 1826 etablerade den fransk-kanadensiske pälshandlaren Joseph Robidoux en handelsutpost, vid Saint Josephs nuvarande läge. Robidoux anlade själva staden år 1843 och namngav den efter sin skyddspatron. Staden växte som ett nav för ångbåtstrafiken på Missourifloden samt som en utpost att bunkra förnödenheter inför resor västerut, i samband med guldrushen i Kalifornien 1849. Saint Joseph var den västligaste staden dit järnvägen gick ända till efter inbördeskriget.
Staden var den östliga slutpunkten för den berömda Ponnyexpressen från 3 april 1860 till slutet av oktober 1861. 1882 mördades banditen Jesse James i sitt hem i Saint Joseph. Dessa två händelser har gett upphov till stadens slogan: "Där Ponnyexpressen började och Jesse James slutade" (engelska: "Where the Pony Express began and Jesse James ended").

## Kända personer från Saint Joseph
- Malin Craig, general
- Eminem, hiphopartist
- Coleman Hawkins, jazzmusiker
- Jane Wyman, skådespelare